# William Butterfield
Pour les articles homonymes, voir Butterfield.
William Butterfield (7 septembre 1814 - 23 février 1900) est un architecte néo-gothique britannique et associé au mouvement d'Oxford (ou mouvement tractarien). Il est connu pour son utilisation de la Polychromie.

## Biographie
William Butterfield est né à Londres en 1814. Ses parents sont des non-conformistes stricts qui tiennent une pharmacie dans le Strand. Il est l'un des neuf enfants et fait ses études dans une école locale. À l'âge de 16 ans, il entre en apprentissage chez Thomas Arber, un maçon à Pimlico, qui fait faillite plus tard. Il étudie l'architecture avec E.L. Blackburne (1833–1836). De 1838 à 1839, il est assistant de Harvey Eginton, architecte à Worcester, où il fait son stage. Il établit son propre cabinet d'architecture à Lincoln's Inn Fields en 1840.
À partir de 1842, Butterfield est impliqué dans la Cambridge Camden Society (en), plus tard The Ecclesiological Society. Il contribue à la conception du journal de la Société, The Ecclesiologist. Son implication influence son style architectural. Il puise également son inspiration religieuse dans le mouvement d'Oxford et, à ce titre, il est partisan de la Haute Église malgré son éducation non conformiste. Il est un architecte néo-gothique et, à ce titre, il réinterprète le style gothique original en termes victoriens. Beaucoup de ses bâtiments sont à usage religieux, bien qu'il ait également conçu des collèges et des écoles.
L'église All Saints de Butterfield, Margaret Street, à Londres, est, selon Henry-Russell Hitchcock, le bâtiment qui initie l'ère du gothique victorien. Elle est conçue en 1850, achevée à l'extérieur en 1853 et consacrée en 1859. Flanquée d'une maison du clergé et d'une école, elle est conçue comme une église "modèle" par ses sponsors, la Société ecclésiologique. L'église est construite en brique rouge, un matériau depuis longtemps hors d'usage à Londres, ornée de bandes de brique noire, la première utilisation de brique polychrome dans la ville, avec des bandes de pierre sur la flèche. L'intérieur est encore plus richement décoré, avec des marqueteries de marbre et de tuiles.
En 1849, juste avant que Butterfield ne conçoive l'église, John Ruskin publie The Seven Lamps of Architecture, dans lesquelles il préconise l'étude du gothique italien et l'utilisation de la polychromie. De nombreux contemporains perçoivent All Saints' comme un caractère italien, bien qu'en fait elle combine des détails anglais du XIVe siècle, avec une flèche de style allemand.
Toujours en 1850, il conçoit, sans polychromie, St Matthias' à Stoke Newington, avec une audacieuse tour à toit à pignon. À St Bartholomew's, Yealmpton la même année, Butterfield utilise une quantité considérable de travail de marqueterie pour l'intérieur et construit des piliers rayés, en utilisant deux couleurs de marbre.

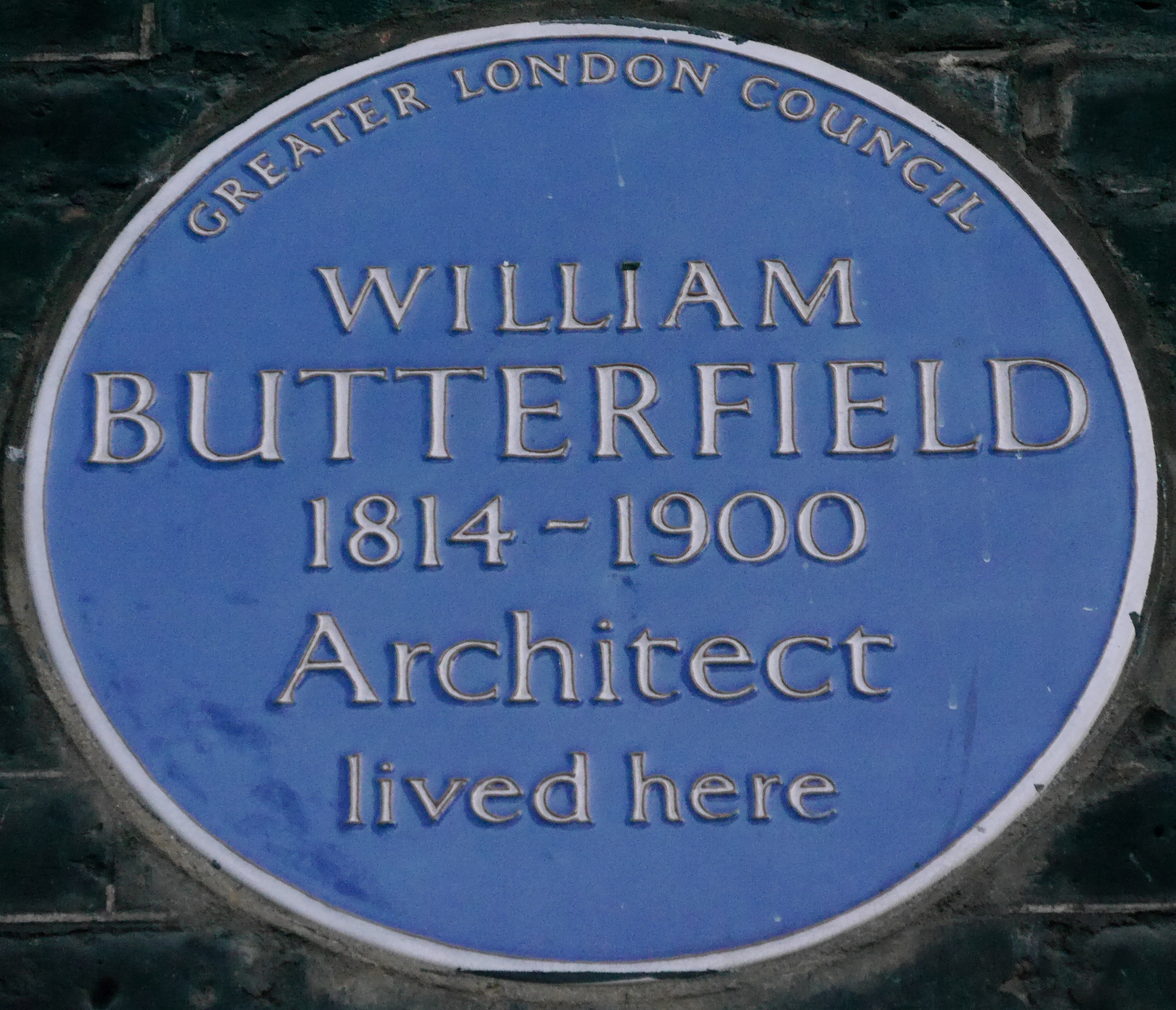
Plaque bleue, 42 Bedford Square, Londres

À Oxford, Butterfield conçoit le Keble College, dans un style radicalement différent des traditions d'architecture gothique existantes de l'université, ses murs audacieusement rayés de différentes couleurs de briques. Destiné aux étudiants cléricaux, il est en grande partie construit en 1868-1870, à une échelle assez domestique, avec une chapelle plus monumentale de 1873-1876. Dans ses bâtiments de 1868-1872 à Rugby School, la polychromie est encore plus impétueuse.
Butterfield reçoit la médaille d'or du Royal Institute of British Architects en 1884. Il meurt à Londres en 1900 et est enterré dans une simple tombe gothique (conçue par lui-même) au cimetière de Tottenham, Haringey, au nord de Londres. La tombe est facilement visible depuis le chemin public à travers le cimetière, près de la porte du cimetière de Tottenham. Il y a une plaque bleue sur sa maison à Bedford Square, à Londres.

## Travaux
- 1842 :

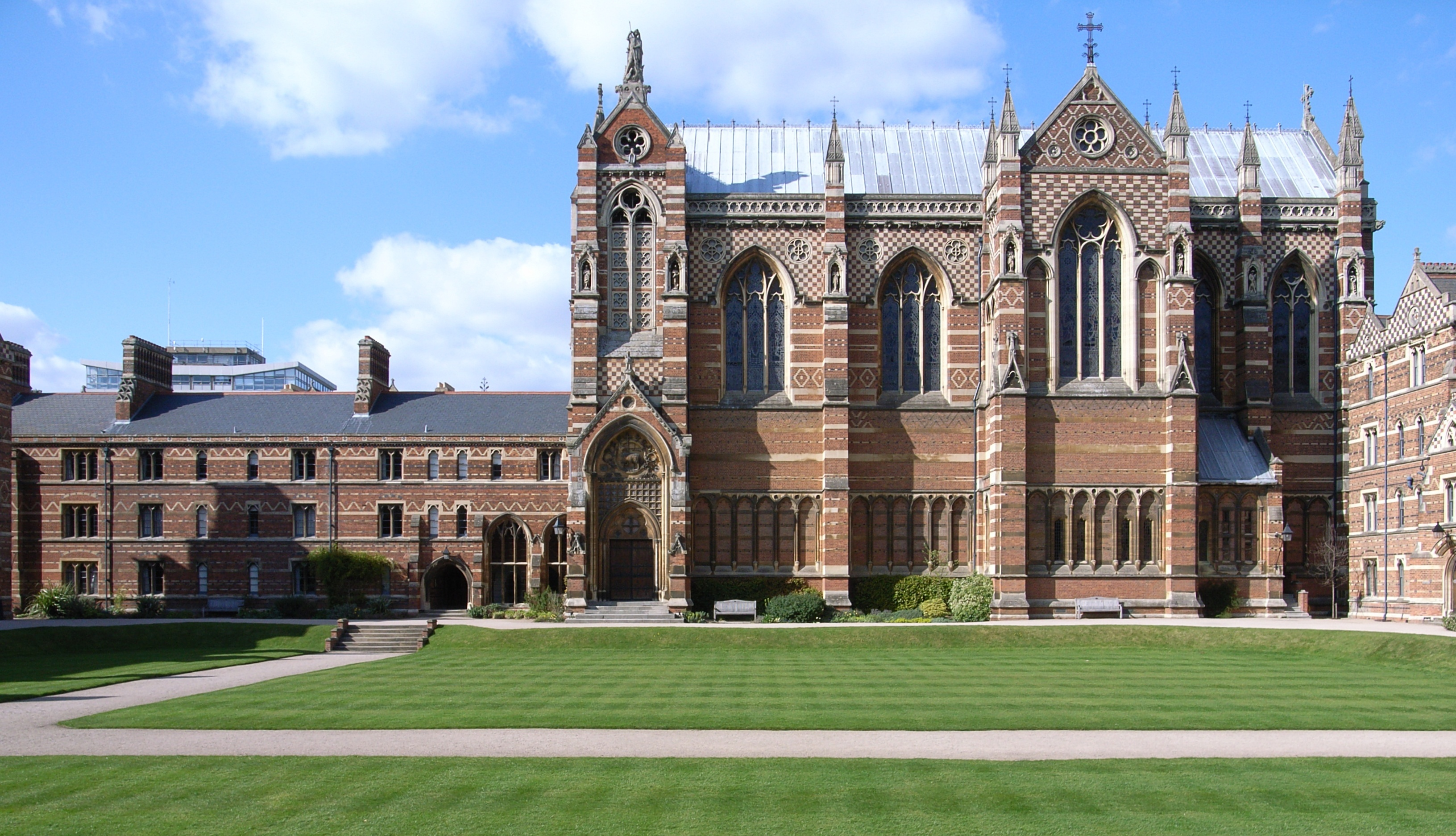
Chapelle du Keble College, Oxford.

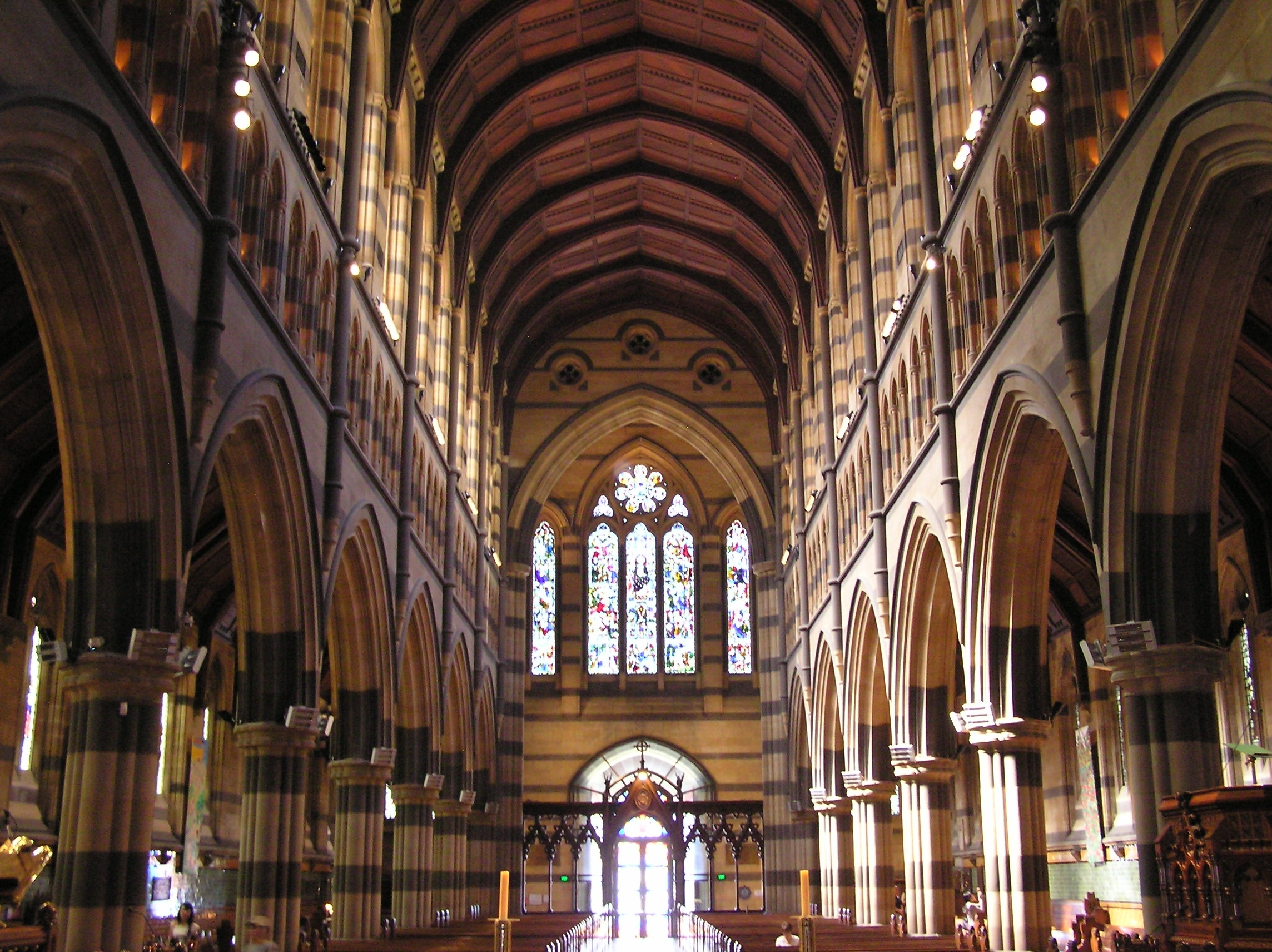
La Cathédrale St Paul, Melbourne, Australie.

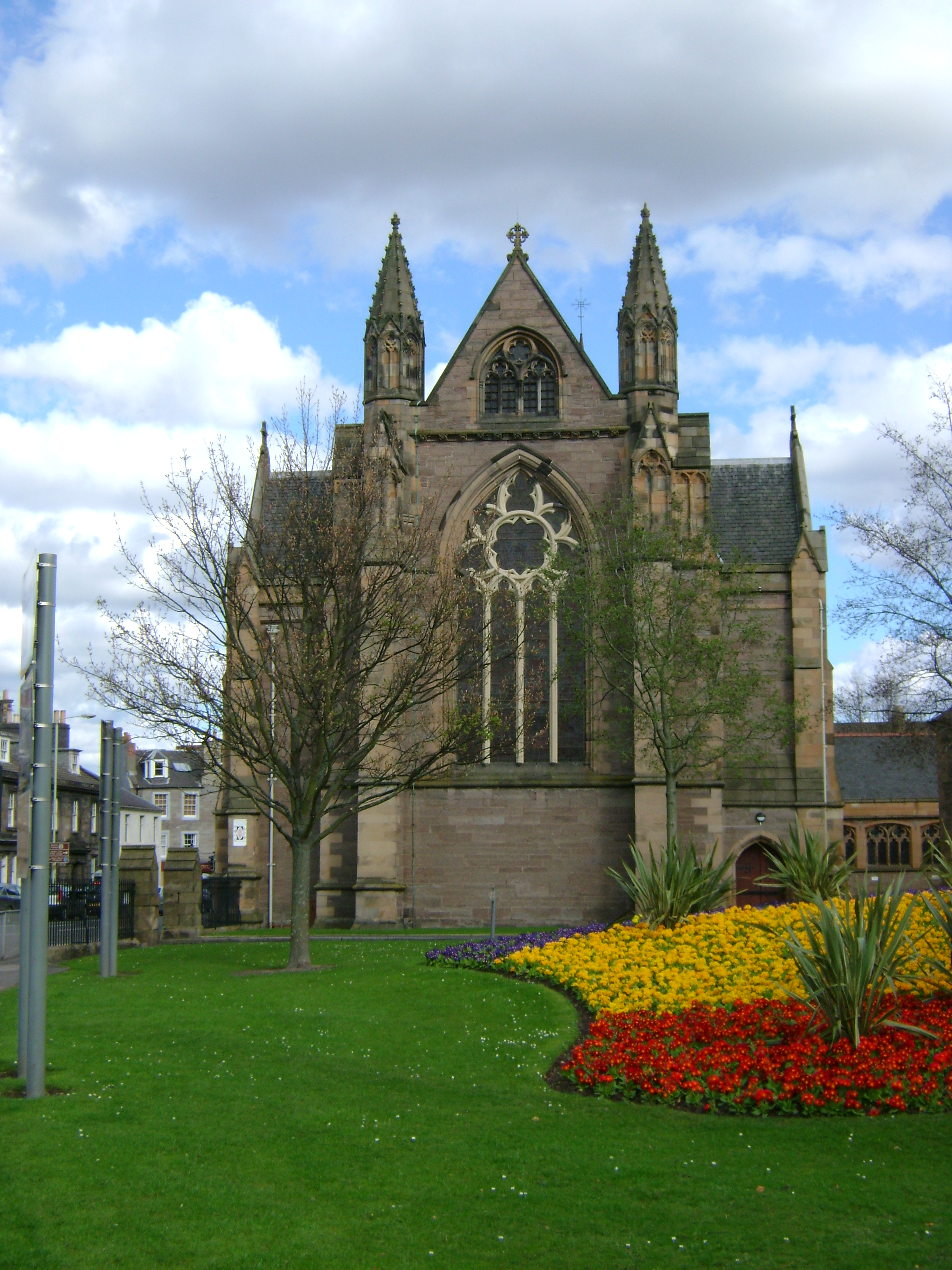
La cathédrale St Ninian, Perth, Écosse.

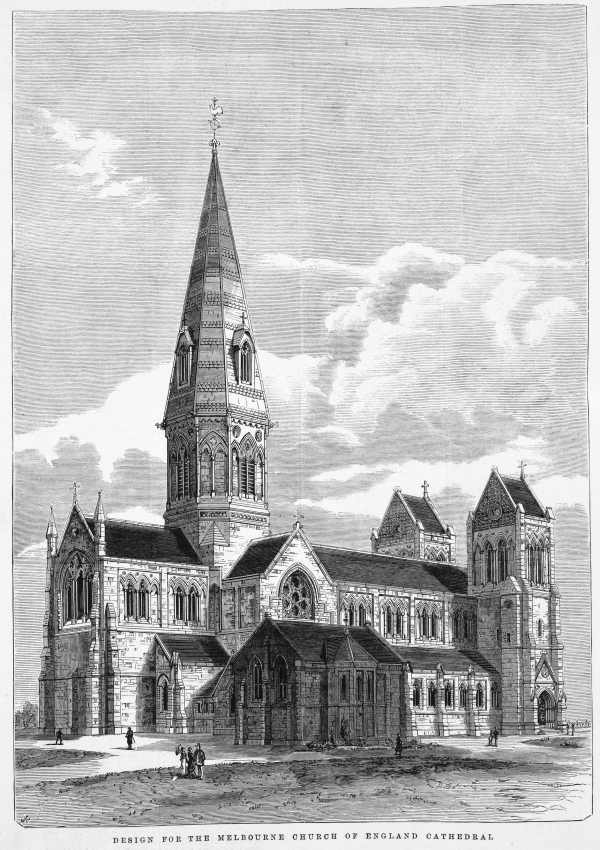
Conception originale de William Butterfield pour la nouvelle cathédrale anglicane (St Paul's) à Melbourne, Australie.

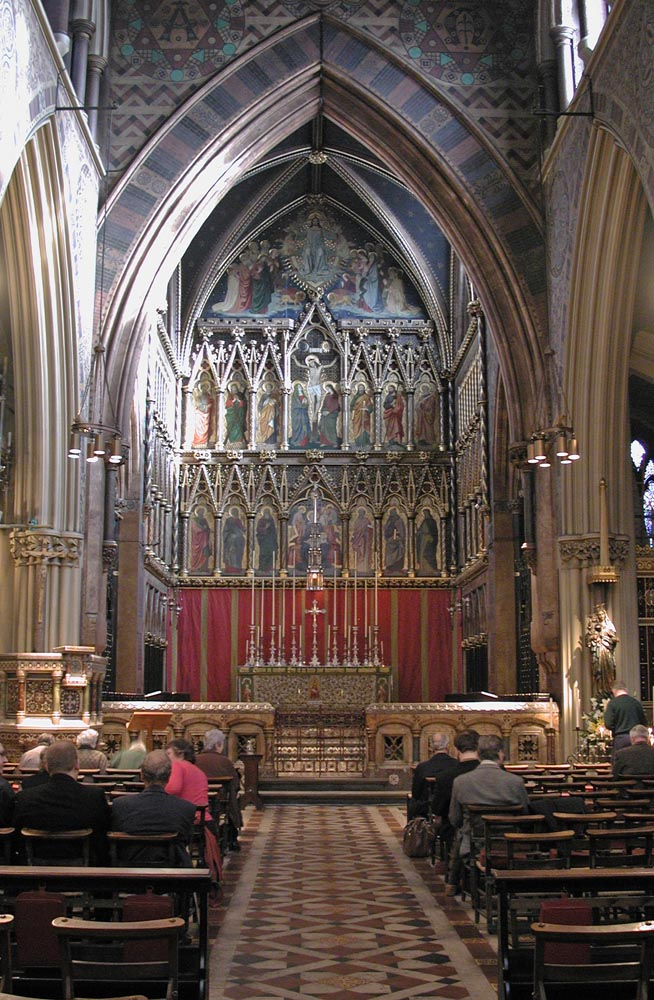
All Saints, Margaret Street, Londres (détail de l'intérieur).

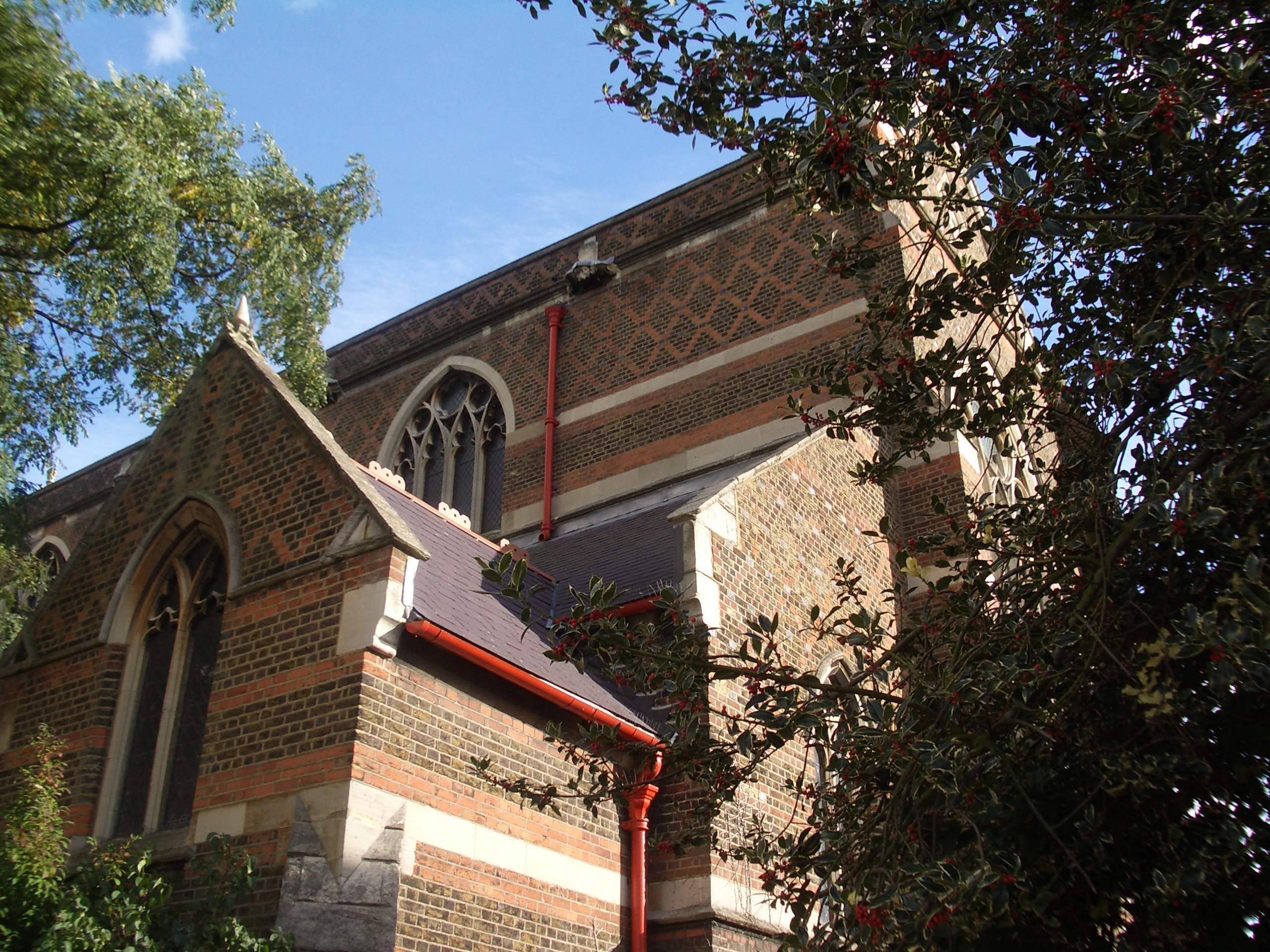
Église Sainte-Marie, Brookfield.

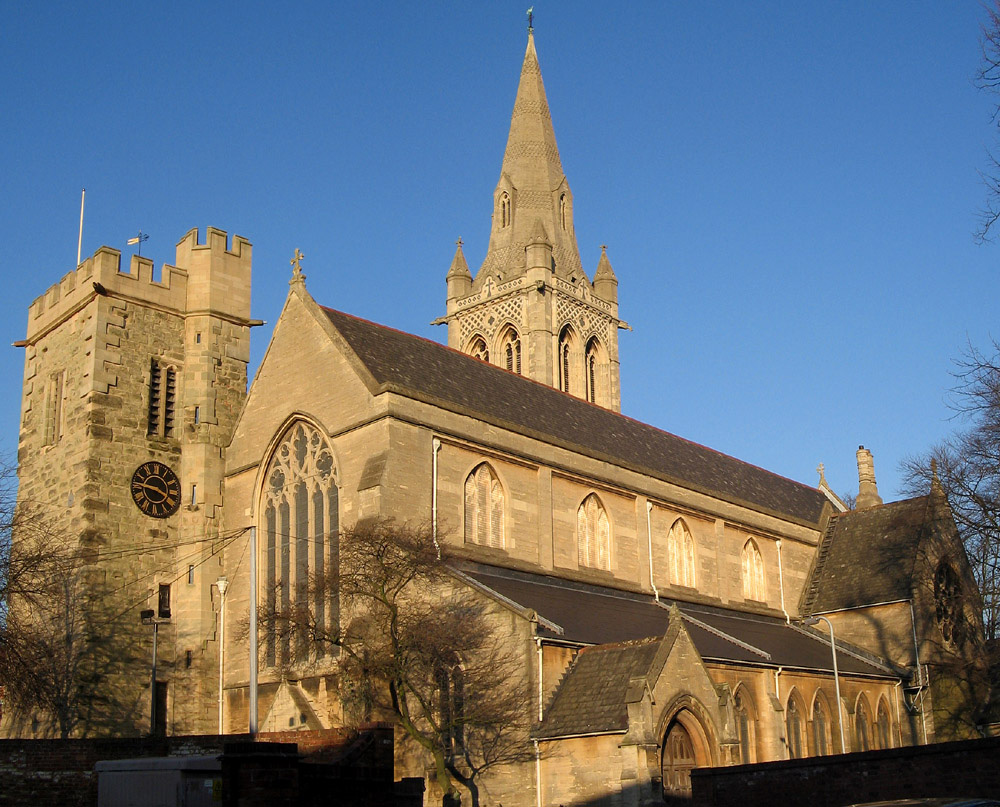
Église Saint-André, Rugby.

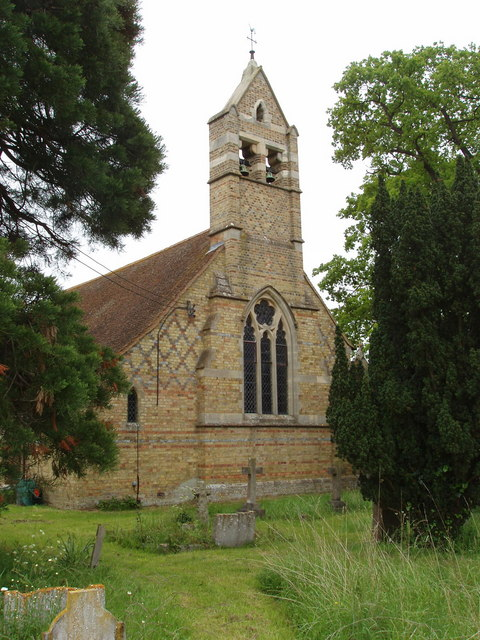
Église Saint-Barnabé, Horton-cum-Studley.

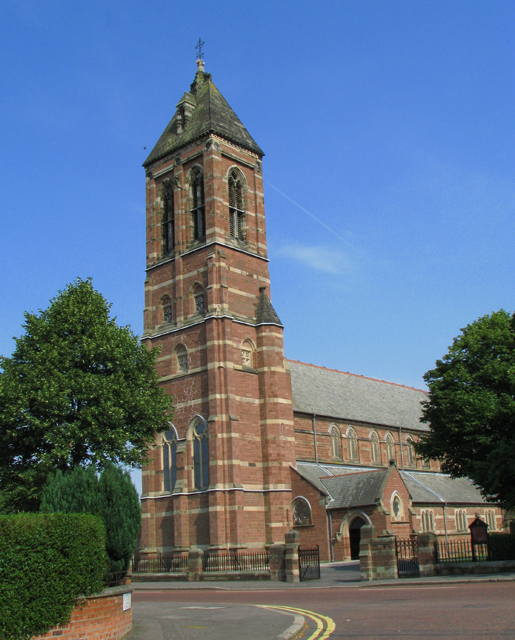
L'église Saint-Marc, Dundela, Belfast.

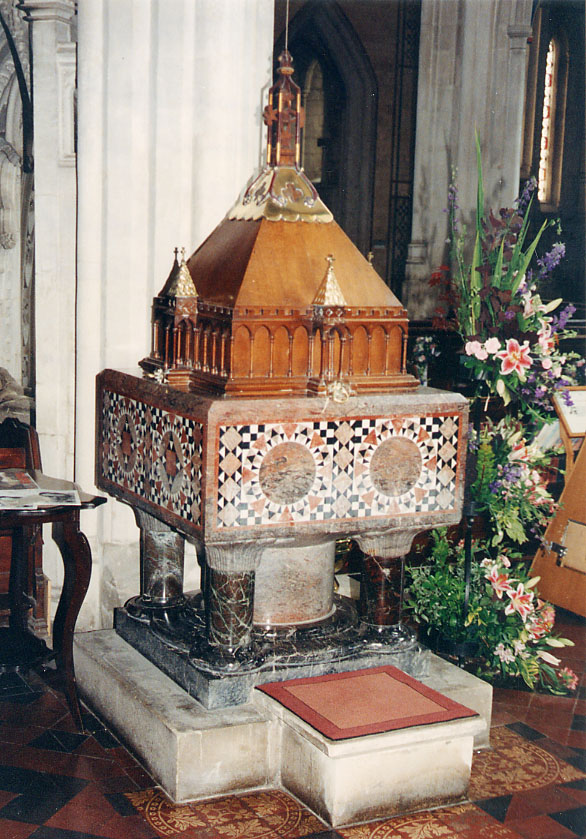
Font d'Ottery St Mary église paroissiale, Devon.

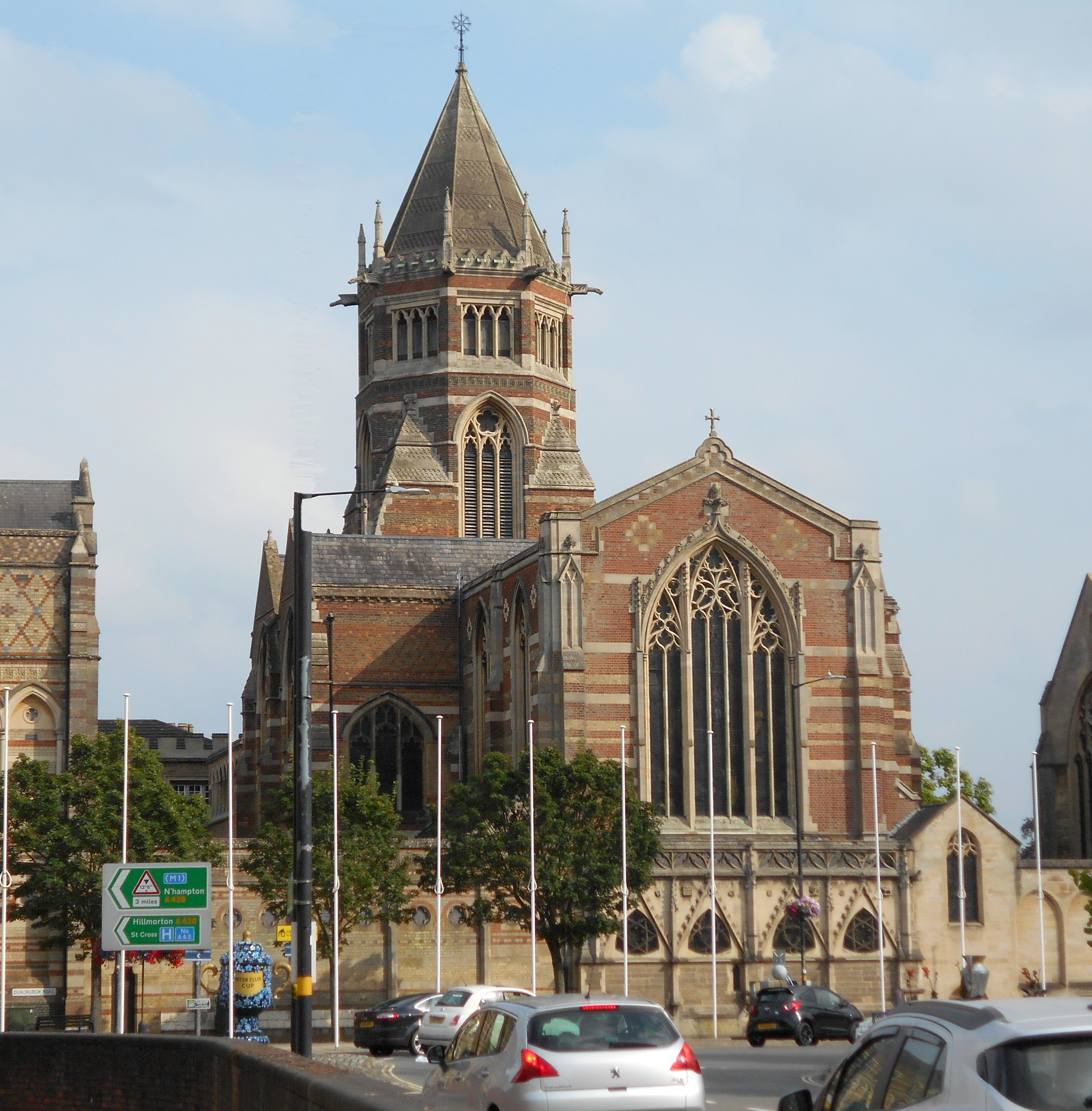
Chapelle, École de Rugby

  - Highbury Congregational Chapel (Cotham Church), Bristol
- 1843 :
  - St John's Church, Jedburgh : Lychgate[3]
- 1845 :
  - St Saviour's Church and vicarage, Coalpit Heath, south Gloucestershire, 1845 (église anglicane)[4]
  - St Augustine's College, Canterbury, Kent, 1845[5]
  - St John the Baptist parish church, Hellidon, Northamptonshire : restauration, 1845–47
- 1846 :
  - St Nicholas' Church, Thanington, Kent : restauration, 1846[5]
  - St Nicholas' Church, Ash, Kent : restauration, 1846[5]
  - Abbey Church of Saints Peter & Paul, Dorchester on Thames, Oxfordshire : restauration, 1846–53
- 1847 :
  - St Andrew's parish church, Ogbourne St Andrew, Wiltshire : restauration, 1847–49 and vicarage, 1848
  - Parish Church of the Holy Trinity et St Edmund, Horfield, Bristol, nef et ailes c1847
- 1849 :
  - St Bartholomew's Church, Yealmpton, Devon, reconstruction 1849–1852
  - Cathedrale des Iles, Great Cumbrae, Écosse, commencée en 1849, mais incomplète
  - St Edmund's Church, Thurlaston, Warwickshire. Église et école
  - St Mary's Church, Ottery St Mary, Devon restauration 1849–1850[6]
- 1850 :
  - Goldern Lion Hotel (1850) Norfolk, front de mer à Hunstanton
  - St Mary Magdalene church, West Lavington, West Sussex, 1850
  - Cathédrale Saint-Ninian de Perth, Écosse, 1850
  - St James &amp ; St Anne parish église et presbytère, Alfington, Devon, 1850
  - Wantage Cemetery, Berkshire : chapelle, 1850[7]
- 1851 :
  - St Mary's Church, Emmorton, Maryland : 1851
  - St Martin's Church, Great Mongeham, Kent : restauration, 1851[5]
- 1853 :
  - St Mary and St Melor, Amesbury, Wiltshire : restauration, 1852–1853
  - All Saints' Wykeham, Scarborough, 1853–1855[8]
  - Milton Ernest Hall, Bedfordshire, 1853–1858
  - St Mary's Church, Langley, Kent, 1853[5]
- 1854 :
  - St Nicholas' Hospital, Salisbury, Wiltshire : restauration, 1854
- 1855 :
  - St Mary's parish church, Marlston, Berkshire, 1855
  - All Saints' Church, Braishfield, Hampshire, 1855[9]
- 1856 :
  - St John the Evangelist's parish church, Milton, Oxfordshire, 1856
  - Balliol College, Oxford : chapelle, 1856–57
- 1857 :
  - St Michael's parish church, Gare Hill (Gaer Hill), près de Trudoxhill, Somerset, 1857
  - St James' church, école et habitations, Baldersby St James, North Yorkshire, 1857
  - Charlton-All-Saints, Wiltshire : école, 1857–58
- 1858 :
  - St Andrew's parish church, Landford, Wiltshire, 1858
  - Église de St John the Evangelist, connue comme the Afghan Church, Mumbai 1858
  - St John the Evangelist parish church, Hammersmith, 1858–59[10]
  - St John the Baptist, Latton, Wiltshire : chœur, 1858–63
  - Pitt Mission Church and School, Pitt, Hursley, Hampshire, 1858
- 1859 :
  - All Saints, Margaret Street, Londres, 1859[11]
  - St Mary the Virgin, Etal, Northumberland 1859
  - École St Nicholas, Newbury, Berkshire, 1859[12]
  - Standlynch Chapel, Trafalgar House, Wiltshire : restauration, 1859–66[13]
- 1860 :
  - St Giles' Church, Tadlow, Bedfordshire, 1860
  - Charlton All Saints, Wiltshire : presbytère, 1860–62[14]
- 1861 :
  - St John the Baptist church, Bamford, Hope Valley, Derbyshire : restauration, 1861
  - St Michael's parish church, Letcombe Bassett, Berkshire (maintenant Oxfordshire) : nef et aile sud, 1861[15]
  - St Mary the Virgin parish church, Castle Eaton, Wiltshire : restauration, 1861–63[16]
- 1862 :
  - Lych gate à St Michael & All Angels, extension, Houghton-le-Spring, Durham, 1862[17]
  - St Martin's parish church, Bremhill, Wiltshire : restauration, 1862–63[18]
  - St Michael's parish church, Lyneham, Wiltshire : nef et chœur, 1862–65
- 1863 :
  - Church of St Cross, Manchester, Clayton, Manchester, 1863–66
  - St Margaret's parish church, Mapledurham, Oxfordshire : restauration, 1863[19]
  - St Mary Magdalene church, Enfield Chase, Middlesex, 1883[20]
  - St Michael's parish church, Aldbourne, Wiltshire : restauration, 1863–67[14]
- 1864 :
  - St Sebastian, Heathland, Wokingham, Berkshire, 1864
  - Merton College, Oxford, 1864
  - St Andrew's parish church, Blunsdon St Andrew, Wiltshire : restauration : 1864–68
  - Christ Church, Emery Down, Hampshire, 1864[21]
- 1865 :
  - St George's parish church, Wootton, Northamptonshire : restauration, 1865
  - St Lawrence's Church, Godmersham, Kent : restauration, 1865[5]
  - St Augustine's, Queen's Gate, Londres, 1865
  - St Augustine's parish church, Penarth, Glamorgan, 1865–66.
  - SS. Peter & Paul parish church, Heytesbury, Wiltshire : restauration, 1865–67
  - Holy Saviour church[22], Hitchin, Hertfordshire, 1865
- 1866 :
  - St Anne's church, Dropmore, Littleworth, Buckinghamshire, 1866
  - All Saints' parish church, Rangemore, Staffordshire, 1866–67
  - St Peter's parish church, Highway, Wiltshire, 1866–67
- 1867 :
  - St Barnabas' parish church, Horton-cum-Studley, Oxfordshire, 1867
  - St Mary's parish church, Beech Hill, Berkshire, 1867
  - Little Faringdon, Oxfordshire : Rectory, 1867
  - St Mary's parish, Lower Heyford, Oxfordshire : refonte de l'ancien presbytère, 1867[19]
- 1868 :
  - The Royal Hampshire County Hospital, Winchester, Hampshire, 1868
  - St Paul's Church, Wooburn, Buckinghamshire : altérations, 1869
- 1869 :
  - St Alban's Church, Holborn, Londres, 1862
  - St Mary Brookfield, Dartmouth Park Road, Tufnell Park, Londres NW5, 1869–75
  - Cathédrale Saint-Pierre d'Adélaïde, Australie, 1869–1902
- 1870 :
  - All Saints' parish church, Whiteparish, Wiltshire : restauration, 1870
  - St Leonard's parish church, Broad Blunsdon, Wiltshire : reconstruction, 1870
  - Church of St Peter, Great Berkhamsted, Hertfordshire : restauration, 1870–71[23]
  - Presbytère (now Butterfield House), rattaché à l'église St Mary the Virgin, Baldock, Hitchin Street, Baldock, Hertfordshire, 1870–1873
- 1871 :
  - St Margaret of Antioch, Barley, Hertfordshire, 1871 additions
  - St Paul's, Covent Garden, Londres, 1871–2 : modifications intérieures[24]
- 1872 :
  - St Mary's Church, Milstead, Kent : restauration, 1872[5]
  - St Mary's parish church, Purton, Wiltshire : restauration, 1872
  - Saint Mary at Stoke parish church, Ipswich, Suffolk, 1872
- 1873 :
  - St Michael and All Angels' église et école, Poulton, Gloucestershire, 1873
  - St Mary's parish church, Dinton, Wiltshire : restauration, 1873–75
  - Church of St Peter, Clyffe Pypard, Wiltshire : restauration, 1873–75
- 1874 :
  - All Saints' parish church, Braunston, Northamptonshire : restauration, 1874
  - All Saints' church, Babbacombe, Devon 1874
  - St Denis' church, East Hatley, Cambridgeshire : restauration, 1874[25]
  - St George's parish church, West Harnham, Salisbury, Wiltshire : restauration, 1874[26]
  - St George's Church, Morebath 1874–75
  - St Mary's School, Wantage, Berkshire (maintenant Oxfordshire), 1874–75
  - St Margaret's parish church, Knook, Wiltshire : restauration, 1874–76
- 1875 :
  - Rugby School, Warwickshire : Chapelle et Quadrangle, 1875
  - Ecole Shaw-cum-Donnington, Shaw, Berkshire, 1875
  - All Hallows Church, Tottenham, London : restauration, 1875-1877
- 1876 :
  - Keble College, Oxford 1876
  - St Andrew's Church, Buckland, Kent : restauration, 1876[5]
  - Holy Cross parish church, Ashton Keynes, Wiltshire: restauration : 1876–77
  - St Catherine's parish church, Netherhampton, Wiltshire, 1876–77
- 1877 :
  - Ascot Priory, Ascot, Berkshire : chapelle, 1877
  - St Andrew's parish church[27] Rugby, Warwickshire, 1877 with later additions of 1895
  - St James' church, Christleton, Cheshire, reconstruction 1877
- 1878 :
  - Exeter School, Exeter, Devon, 1878–1880
  - St Mary Magdalene parish church, Winterbourne Monkton, Wiltshire : reconstruction, 1878
  - St John the Baptist parish church, Foxham, Wiltshire : 1878–81[28]
  - St John the Evangelist church[29] Clevedon, Somerset, 1878
  - St Mary's parish church, Donnington, Berkshire : chœur, 1878
  - St Mary's Convent, Wantage, Berkshire (now Oxfordshire) : Noviciat, 1878[7]
  - St Mary's parish church, Dodford, Northamptonshire : restauration, 1878–80
- 1880 :
  - St Columba's College Chapel, Whitechurch, County Dublin, Ireland, 1880
  - St Edith of Wilton parish church, Baverstock Lane, Dinton, Wiltshire : restauration 1880–93
  - Cathédrale Saint-Paul de Melbourne, Australie, 1880–1891
- 1881 :
  - Sarum College, Salisbury, Wiltshire: chapelle, 1881
- 1885 :
  - St John the Baptist's Church, Ault Hucknall, Restauration 1885–89
  - Gordon's School, Surrey, Assembly Hall et immeubles de réception, avec le sanatorium le dortoir
- 1888 :
  - St Michael's Church, Woolwich : restauration, 1888[5]
- 1891 :
  - St Mark's Church, Dundela, Belfast, Irlande du Nord, 1878 avec des additions de 1891
- 1892 :
  - St Augustin's Church, Bournemouth
- 1895 :
  - St Andrew's parish church[27] Rugby, Warwickshire, 1877 avec des additions de 1895
- Sans date :
  - Ottery St Mary parish church, Devon: transept sud et façade
  - St Mawgan Old Rectory, Cornouailles
  - St Peter's Church, Bont Goch, Ceredigion[30]